# Giambellis formel
Giambellis formel är inom matematiken uppkallad efter Giovanni Giambelli, samt uttrycker Schubertklasser i form av speciella Schubertklasser eller Schurfunktioner i form av kompletta symmetriska funktioner.
{\displaystyle \displaystyle \sigma _{\lambda }=\det(\sigma _{\lambda _{i}+j-i})_{1\leq i,j\leq r}}
där σλ är Schubertklassen av en partition λ.
Giambellis formel är en konsekvens av Pieris formel. Porteous formel är en generalisering för morfismer av vektorknippen över en varietet.